# Яснопольский, Николай Петрович
Николай Петрович Яснопольский (1846—1900) — русский экономист. 

## Биография
Николай Петрович Яснопольский родился в 1846 году. Окончил курс в Киевском университете на юридическом факультете.
Преподавал политическую экономию в Новоалександрийском сельскохозяйственном институте, в Нежинском лицее князя Безбородко и на высших женских курсах в Киеве до их закрытия. С 1889 года начал читать финансовое право в Киевском университете в качестве профессора этого предмета.
Главный его труд — «О географическом распределении государственных доходов и расходов России» (Киев, т. I., 1891; т. II, 1897). Основная мысль этого сочинения — неравномерность податного бремени для разных местностей России, крайнее обременение земледельческого центра без соответственной компенсации, сосредоточение государственных расходов в столицах и на окраинах — доказана рядом цифровых данных и с неисследованной раньше стороны осветила нерациональность русской экономической и финансовой политики. По научным взглядам Яснопольский принадлежал к исторической школе экономистов.
Умер в 1900 году

## Сочинения
- «Железные дороги из Малорусского края к Балтийскому морю» («Санкт-Петербургские Ведомости», 1868, № 143);
- «Об условиях торговли Юго-Западного края и Малороссии с северо-западными и в особенности польскими рынками» («Записки Императорского Русского Географического Общества», 1 т., 1873);
- «Экономическая будущность юга России и современная его отсталость» («Отечественные Записки», 1871).